# Atmosfera ionica
L'atmosfera Ionica o nuvola ionica è un concetto sviluppato nella teoria di Debye-Hückel che descrive l'andamento della conduttività elettrolitica delle soluzioni chimiche. Può essere generalmente definita come l'area in cui un'entità carica è in grado di attrarre un'entità di carica opposta.
Nel 1923 Peter Debye ed Erich Hückel proposero un'idea estremamente importante per quantificare la conduttanza degli elettroliti forti in termini delle interazioni interioniche.

Fecero studi teorici per razionalizzare le osservazioni su come le conduttanze delle soluzioni di elettroliti forti variavano con la loro concentrazione proponendo modelli della distribuzione ionica e applicando a essi relazioni ben consolidate di termodinamica ed elettrostatica. Questo comporta il distinguere la ionizzazione completa o parziale (elettrolita debole) e la dissociazione completa (elettrolita forte). Come si nota nella figura a destra.
Il concetto di atmosfera ionica, formata dalla distribuzione preferenziale di ioni attorno a un dato ione centrale che porta carica di segno opposto, fornisce espressioni verificabili sperimentalmente per i coefficienti di attività ionica media degli elettroliti. Queste espressioni rendono possibile la determinazione delle costanti di equilibrio termodinamico nei sistemi elettrolitici e l'interpretazione della velocità di reazione ionica in soluzione.

## Soluzione elettrolitica forte e campo elettrico esterno
|                         |                           |
| Campo elettrico assente | Campo elettrico applicato |

Sebbene gli elettroliti forti (soluti) siano completamente ionizzati, i loro ioni non sono del tutto liberi di muoversi indipendentemente l'uno dall'altro attraverso la soluzione, tranne quando questa è infinitamente diluita. Un'immagine abbastanza realistica della situazione in una soluzione contenente ioni di carica opposta di un elettrolita è la seguente. Gli ioni si muovono casualmente l'uno rispetto all'altro dovuto al moto termico abbastanza violento. Anche in questa condizione, però, le forze coulombiane eserciteranno la loro influenza in una certa misura con il risultato che ciascun catione e anione sono circondati in media da una atmosfera ionica contenente una proporzione relativamente più alta di ioni che trasportano carica di segno opposto a quello sullo ione centrale. Poiché la soluzione è nel complesso elettricamente neutra, la carica attiva dello ione centrale è bilanciata dalla carica sull'atmosfera ionica, ed è trattata come se fosse una nuvola oscurata la cui densità di carica varia continuamente all'interno della soluzione.
In assenza di un campo elettrico l'atmosfera ionica è distribuita sfericamente attorno allo ione centrale. Quando è presente un campo elettrico, lo ione centrale positivo si sposterà nella soluzione verso l'elettrodo negativo trascinandosi una certa quantità di ioni negativi attorno a esso o nuvola di ioni negativi. Il suo moto è soggetto a diversi fenomeni.

### Asimmetria, o effetto rilassamento
Il movimento degli ioni sotto l'influenza di un campo applicato tende a rallentare e inoltre è soggetto a variazioni per il moto termico. Più concentrata è la soluzione, più vicini gli ioni negativi sono allo ione positivo e quindi maggiore è la resistenza sperimentata da questo. Questa influenza sulla velocità di uno ione viene detto effetto asimmetria perché l'atmosfera ionica si muove intorno allo ione in maniera asimmetrica; il risultato netto è lo spostamento del centro di carica dell'atmosfera dietro lo ione in movimento. Poiché la carica sullo ione e quella dell'atmosfera sono opposti, vi è un rallentamento del moto dello ione centrale. 
In alternativa, questo effetto può essere spiegato come una continua distruzione della nuvola ionica e successiva creazione. Il tempo necessario per formare una nuova atmosfera ionica a destra o il tempo necessario affinché quella a sinistra svanisca è noto come tempo di rilassamento. Poiché questa ricostruzione non è istantanea e richiede del tempo, la vecchia nuvola esercita una forza opposta sullo ione centrale e alla sua velocità. Tutto ciò si traduce in una diminuzione della conduttanza.
L'asimmetria dell'atmosfera ionica non si verifica nel caso dell'effetto Debye–Falkenhagen per la dipendenza della conduttività dall'alta frequenza del campo elettrico applicato.

### Effetto elettroforetico
L'effetto elettroforetico modifica la mobilità degli ioni in soluzione che si muovono sotto l'influenza del campo elettrico. La mobilità diminuisce e cioè si produce un rallentamento del moto degli ioni.
Lo ione centrale ha un raggio ionico idratato {\displaystyle a} (molecole del solvente acqua strettamente legate a esso) e ammette un'interfaccia di cariche tra la superficie dello ione e il solvente circostante di spessore κ-1 o spessore dell'atmosfera ionica. Secondo la teoria del doppio strato elettrico questo strato superficiale di cariche è formato da ioni assorbiti per interazioni chimiche (primo strato superficiale che circonda lo ione centrale idratato) e da ioni dovuti alla forza di Coulomb che scherma il primo strato con carica di segno opposta (secondo strato superficiale diffuso). Il campo elettrico applicato esercita una forza sugli ioni dello strato diffuso in direzione opposta a quella agente sulla carica del primo strato che tende a spostare l'atmosfera ionica in direzione opposta a quella in cui lo ione centrale idratato si sta muovendo. Di conseguenza, lo ione centrale al centro della nuvola ionica tende a muoversi verso il polo opposto con moto ritardato. Questa viene detta forza di ritardo elettroforetica ({\displaystyle f_{ERF}}). Inoltre, parte della forza dovuta al campo elettrico applicato viene trasferita fino alla superficie dello ione centrale per stress viscoso, cioè una forza di attrito ({\displaystyle f_{f}}) che ostacola ulteriormente il movimento dello ione centrale.
Per soluzioni elettrolitiche dove la lunghezza di Debye è maggiore del raggio ionico idratato ({\displaystyle \kappa ^{-1}\gg a}) si ha una diminuzione della forza di ritardo elettroforetica.

### Effetto viscoso
Oltre agli effetti asimmetrici ed elettroforetici, esiste anche un altro tipo di resistenza che influisce sulla conduttanza delle soluzioni elettrolitiche, l'effetto viscoso. Questa è semplicemente la resistenza di attrito creata dalla viscosità del solvente utilizzato. Per uno ione con una certa carica e dimensione, la mobilità ionica come anche la conduttanza diminuiscono all'aumentare della viscosità del solvente. In altre parole, solventi meno viscosi producono una conduttanza maggiore e viceversa.

## Possibili casi in una soluzione
Tali interazioni ovviamente aumentano significativamente con l'aumentare della concentrazione dell'elettrolita. Consideriamo i casi limite.
Nella condizione di diluizione infinita, tutti gli effetti interionici vengono eliminati, gli ioni si muovono senza le restrizioni viste, la corrente può passare liberamente e di conseguenza la conduttanza raggiunge il valore massimo, un risultato in accordo con l'esperienza. Nell'altra situazione estrema, l'attrazione interionica può diventare così grande che avviene la formazione di coppie ioniche discrete. 
Le condizioni più favorevoli per tale comportamento sono l'elevata concentrazione di elettroliti e l'alta valenza degli ioni. Quindi bisogna distinguere più casi: la ionizzazione parziale o completa e la dissociazione completa. 
1. Dissociazione completa.
Nel caso di elettroliti forti, completamente dissociati, qualsiasi variazione di conducibilità con la concentrazione è riconducibile al variare dell'interazione tra gli ioni poiché la loro vicinanza varia col cambiamento di concentrazione.
Ionizzazione parziale.
Per elettroliti deboli con dissociazione parziale ci si può aspettare che si verifichino cambiamenti nella conduttività poiché il loro grado di dissociazione aumenta all'aumentare della diluizione. Ci sono condizioni in cui gli ioni derivanti da elettroliti forti possono associarsi in coppie di ioni. Poiché tali associazioni riducono efficacemente il numero di cariche conduttrici, il verificarsi di tali fenomeni dovrebbe ridurre la conduttanza al di sotto dei valori che si otterrebbero se tutti gli ioni fossero dissociati.
2. Ionizzazione completa.
Nella soluzione elettrolitica gli ioni dell'elettrolita non essere completamente dissociati in soluzione. L'accoppiamento ionico si verifica quando le interazioni elettrostatiche tra due ioni con carica opposta diventano sufficientemente grandi affinché i due ioni si muovano come un'unica entità. Le coppie ioniche costituite da ioni associati, vanno considerate mediate nel tempo poiché in un qualsiasi sistema di questo tipo ci dev'essere un continuo scambio di ioni tra le coppie. Affinché una specie possa essere considerata una coppia di ioni, dev'essere una specie cineticamente distinta. Cioè, anche se è un'entità instabile e transitoria, ha comunque una durata di esistenza in cui può subire un certo numero di collisioni cinetiche prima di scambiare un partner ionico.

Il grado di associazione in coppie ioniche dipendono da molti fattori, di cui i più importanti sono la natura, la carica e le dimensioni degli ioni, le caratteristiche del solvente e la temperatura della soluzione. L'associazione ionica si dimostra essere trascurabile per elettroliti 1–1, possibile, ma bassa, per elettroliti 1–2, 2–1, ma diventa importante per elettroliti 2–2.

## Equazione di Debye-Hückel-Onsager per elettroliti forti
Utilizzando il modello di Debye-Hückel, dopo aver tenuto conto di tali effetti, specifici degli ioni in movimento, Onsager è stato in grado di derivare un'espressione teorica per spiegare la relazione empirica nota come legge di Kohlrausch, per la conduttività molare, Λm.
Kohlrausch ha dimostrato che ogni ione i-esimo di un elettrolita dà il proprio contributo unico alla conduttività molare totale dell'elettrolita che è indipendente dagli altri ioni, col risultato che a basse concentrazioni, la conduttività molare di un elettrolita forte varia in modo lineare con la radice quadrata della concentrazione dell'elettrolita. Per elettroliti 1:1 (NaCl, KCl, HCl ...) abbiamo la relazione empirica:
{\displaystyle \Lambda _{m}^{C}=\Lambda _{m}^{0}-K{\sqrt {C}}}
dove
| Simbolo                          | Definizione                                                            |
| -------------------------------- | ---------------------------------------------------------------------- |
| {\displaystyle \Lambda _{m}^{C}} | La conduttività molare dell'elettrolita (soluto) a concentrazione C    |
| {\displaystyle \Lambda _{m}^{0}} | La conduttività molare a diluizione infinita                           |
| {\displaystyle [C]}              | La concentrazione dell'elettrolita                                     |
| {\displaystyle K}                | Coefficiente di Kohlrausch, che dipende dalla stechiometria del soluto |

La conduttività molare limite {\displaystyle \Lambda _{m}^{0}} corrisponde al caso di soluzione a diluizione infinita: gli ioni sono molto distanti e non interagiscono tra loro. Quindi possiamo presumere che gli ioni positivi e negativi migrino indipendentemente l'uno dall'altro. La conduttività molare a diluizione infinita è la somma delle singole conduttività ioniche {\displaystyle \lambda _{i}^{0}}.
{\displaystyle \Lambda _{m}^{0}=\sum _{i=1}^{s}\lambda _{i}^{0}}
L'espressione ottenuta da Debye-Hückel-Onsager, usa la teoria elettrostatica classica che coinvolge l'interazione coulombiana tra gli ioni caricati mobili e quelli vicini. Il risultato ottenuto è il seguente:
{\displaystyle \Lambda _{m}^{C}\,=\,\Lambda _{m}^{0}-(A\Lambda _{m}^{0}+B)\,{\sqrt {C}}}
dove
{\displaystyle A\,B} sono costanti del solvente a una data temperatura (ad esempio, acqua a T=25 °C abbiamo: A = 0,23, B = 60,22p. 62)
le espressioni complete delle costanti sono
{\displaystyle A={\frac {8,2\cdot 10^{5}}{\sqrt {{(DT)}^{3}}}}\qquad B={\frac {82,4}{\eta {\sqrt {DT}}}}}
dove
{\displaystyle D=\varepsilon _{r,H_{2}O}=78,5\;(T=298\;^{\circ }\!K)}, dove εr,H2O è quella dell'acqua.
{\displaystyle \eta _{H_{2}O}=8,9\cdot 10^{-4}P=8,9\cdot 10^{-3}PI(T=298\;^{\circ }\!K,P=1atm)} dove {\displaystyle P} sta per poiseuille e {\displaystyle PI} sta per poise.
Notiamo subito che {\displaystyle K\,=\,A\Lambda _{m}^{0}+B} e quindi ritroviamo la relazione trovata sperimentalmente da Kohlrausch, ma adesso è stata ricavata teoricamente.

## Limitazioni del modello
I valori sperimentali delle conduttanze non concordano con i valori teorici previsti dall'equazione di Onsager. Il modello dell'atmosfera ionica è meno adeguato per soluzioni ioniche concentrate prossime alla saturazione. Queste soluzioni come il sale fuso o un liquido ionico hanno una struttura simile al reticolo cristallino dove le molecole di acqua si trovano tra gli ioni.